# Győri Szabó József
Győri Szabó József névvariánsok: Szabó József; Győri-Szabó József (Tura, 1929. május 24. – Győr, 2011. szeptember 3.) magyar nóta- és népdalénekes.

## Életpályája
Turán született, szülei dinnyetermesztéssel foglalkoztak, a jobb termés reményében költöztek Győr szomszédságába. 2011-ben Gyirmóthoz való kötődéséről mesélte:

„…három hónapos koromban átköltöztünk Gyirmótra, mert ott voltak a legjobb dinnyeföldek. Gyirmóton gyerekeskedtem, oda jártam iskolába, ott éltem át a háborút, az első randevút, ott szerettem meg a folyót, a vizet, ott tanultam horgászni, halászni, ott kötöttem barátságokat, oda húz vissza most is a szívem…Édesapám volt a legjobb nótás Gyirmóton. Sokan ajánlották, hogy én legyek énekes, mert az én lelkemben is benne van a nóta…A nótákkal bejártam, a világot, a magyarlakta, határon túli területektől Németországon át Amerikáig. Felejthetetlen élményként azonban mindig Gyirmót marad. Öröm volt az életem, a betegségemmel és más szomorú dolgokkal nem foglalkozom.”

A Fazekas Mihály Gimnáziumban érettségizett. 1952-1957 között az Erkel Ferenc Állami Zeneiskolában Kapitánffy Istvánnénál tanult énekelni, Kiss Angyal Ernőnél korrepetált, Dr. Molnár Imrénél hangképzést tanult. 1957-ben OSZK vizsgát tett és hivatásos énekes lett. Az ORI-nál 1962-ben kapott működési engedélyt. 1958-tól a Nemzeti Szálló Éttermében, 1982-től a Kulacs Étteremben lépett fel. Jugoszláviában és Csehszlovákiában több alkalommal, az Amerikai Egyesült Államokban 1982-ben vendégszerepelt.
A Magyar Rádióban 1962-től készültek felvételei, 1967-től szerepelt a Magyar Televízióban.
Hanglemezei 1965-től kerültek forgalomba.
1997-ben pályafutásának 40 éves évfordulóján a Petőfi Rádióban Tarnai Kis László, a Nótaparádé című műsorban idézte fel nótáit. Aranylemezes előadóművészként, 1989-ben Lyra-díjjal tüntették ki, 2005-ben megkapta a Magyar Köztársasági Érdemrend tisztikeresztjét. Számtalan rádió- és tévéfelvétel hanglemez, CD őrzi előadásában a legnépszerűbb magyarnótákat.
2011-ben hunyt el. Földi maradványait Rétságon, a család sírboltjában helyezték örök nyugalomra, 2011. szeptember 9-én.

## Lemezei, albumai
- Leszállt a csendes éj (LP, album, SLPX 10156) Qualiton (1980)
- Akkor volt a május a legszebb... (LP, album, SLPX 10156) Qualiton (1980)
- Pécsi Kiss Ágnes – Győri Szabó József: Elküldöm a levelemet (Hungarian Songs)(LP, album, SLPM 10195) Qualiton (1986)
- Megszólalt a bolond szívem (LP, album, SLPM 10268) Qualiton (1990)
- Hazudnak a gyöngybetűk (kazetta, album, KA 185) Kadencia (1994)
- Búcsút int az ősz a nyárnak (kazetta, album, KA 329) Kadencia (1996)
- Édesanyám, te jó asszony (CD, album, LCD 1018) LaMarTi (1997)
- Édesanyám is volt nékem (CD) – Dalnok Kiadó (2008)
- Piros Pünkösd napján (CD) – Dalnok Kiadó (2008)
- Gyűjteményes válogatás (3CD) – Dalnok Kiadó (2009)
- Bokrétát kötöttem mezei virágból  (HCD10329) Hungaroton
- Lehullott a rózsalevél – Válogatás Győri Szabó József nótafelvételeiből (DVD) Records

## Szerzeményeiből
- Győri Szabó József – ifj. Nagy Ferenc: Fehér kötény, piros rékli, babos szoknya
- Győri Szabó József – Karácsonyi Dezső: Gyere, rózsám, fogd a kezem
- Győri Szabó József – Szerdahelyi János: De jó prímás van itt a csárdában

## Emlékezete
Egykori lakóhelyén, Gyirmóton, művelődési ház viseli a nevét (Győri Szabó József Művelődési Ház, 9019 Győr, Szent László út 35-37.) és a városrészben utcát is elneveztek róla. Tiszteletére Gyirmóton, szeptemberben rendszeresen megrendezik a Győri Szabó József Emlékdélutánt, ahol nótaénekesek lépnek fel.

## Díjai, elismerései
- Kiváló Dolgozó (1970)
- Lyra-díj (1989)[9]
- Magyar Köztársasági Érdemrend tisztikeresztje (2005)